# Roman à clef

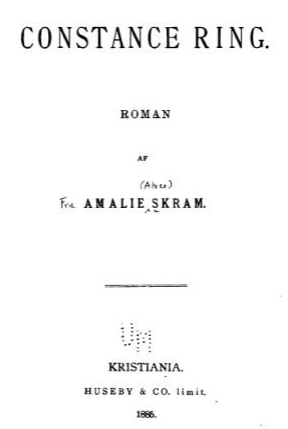
un exemple de roman à clef, Constance Ring, d'Anali Skram.

Le roman à clef (ou roman à clé) est un sous-genre romanesque dans lequel certains personnages (voire tous les personnages) dépeignent, de façon plus ou moins explicite, des personnes réelles. Sous le couvert de la fiction, l'auteur écrit en réalité une histoire vraie, souvent pour éviter la diffamation tout en faisant une satire. La « clef » de l'histoire, qui fait comprendre au lecteur qu'il s'agit d'une histoire vraie, est habituellement une personnalité publique reconnue, souvent un homme politique ou une personne ayant une influence majeure sur un groupe, qu'il s'agisse de politique, d'affaires, de show-business, etc.
Son équivalent cinématographique est le film à clef.

## Histoire
Utilisé dès l’Antiquité, pour tenter d'éviter la censure, il est présent aussi au Moyen Âge.[réf. nécessaire] On peut citer comme exemple notoire de l'histoire de la littérature moderne les romans de Madeleine de Scudéry. Le personnage principal d'un de ses romans, Sapho, s'en prend violemment au mariage (Sapho était le surnom qu'on avait attribué à Madeleine de Scudéry dans les salons parisiens).
On remarque son utilisation chez Fénelon et son roman Les Aventures de Télémaque, livre de lecture destiné au Petit Dauphin, petit-fils de Louis XIV. Ce dernier est représenté sous les traits d’Ulysse et son petit-fils sous les traits de Télémaque.
Le procédé a ensuite été utilisé au théâtre (dans Le roi s'amuse de Victor Hugo) et au cinéma (dans Le Dictateur de Charlie Chaplin).

## Caractéristiques
Le roman à clef touche personnellement un ou plusieurs individus, leur prêtant des actions, des propos, des comportements, entourés d'un parfum de scandale qui contribue généralement au succès de l'ouvrage. Ce genre sulfureux permet en effet, en s'abritant derrière le paravent transparent d'une fiction, de régler des comptes tout en s'épargnant d'éventuelles poursuites judiciaires.

## Exemples
- Artamène ou le Grand Cyrus de Madeleine de Scudéry, le plus long roman de la littérature française, a lieu dans l'Antiquité mais on reconnaît facilement les personnages de Condé, Mme de Longueville et Madeleine de Scudéry elle-même qui y figure sous le nom de Sapho.
- Le Page disgracié de François L'Hermite (1643), selon l'édition de 1667 annotée par Jean-Baptiste L'Hermite, le frère de l'écrivain.
- Le Jouvencel de Jean V de Bueil.
- Les Odeurs de Paris (1867), de Louis Veuillot, qui  peint ses personnages sous des noms supposés.
- Les Mémoires de Sarah Barnum (1883), de Marie Colombier, qui narre la vie privée de Sarah Bernhardt.
- La mort difficile de René Crevel restitue l'histoire de la relation de l'auteur avec Eugene McCown.
- Les Aventures de Télémaque de Fénelon est une critique du règne de Louis XIV.
- Les Buddenbrooks de Thomas Mann (1901) donne une description de la famille de l'auteur et de la bonne société de Lübeck.
- Une femme m'apparut de Renée Vivien (1904-1905) dépeint Natalie Clifford Barney, Olive Custance et Lucie Delarue-Mardrus sous des noms d'emprunt.
- Bella de Jean Giraudoux (1926) met en scène l'opposition entre Raymond Poincaré et Philippe Berthelot.
- Les Ambassades de Roger Peyrefitte mettent en scène les mœurs (et en particulier l'homosexualité) dans les milieux diplomatiques, égratignant le personnel diplomatique de la légation française à Athènes[1]. Peyrefitte donna plusieurs suites à ce roman, intitulées Les nouvelles ambassades et La fin des ambassades (situés à la fin de la 2° Guerre Mondiale). Suzy Borel, grande résistante et épouse du président du Conseil Georges Bidault, y est portraiturée en "Crapote" avec une solide dose de méchanceté[2].
- Vile Bodies (Ces corps vils), roman comique grinçant d'Evlyn Waugh relatant la vie de la jeunesse dorée de Londres qui danse au bord du gouffre de la seconde guerre mondiale imminente (porté à l'écran par Stephen Frears sous le titre Bright young things). L'auteur y a disséminé nombre de personnages de jeunes aristocrates des deux sexes (les socialites), qu'il fréquentait alors. Le Baron de la presse populaire, d'origine canadienne, qui emploie le personnage principal est dénommé Lord Monomark mais, dans un premier jet du roman, il était nommé Lord Ottercreek (Littéralement rivière aux loutres) [3]... Waugh fut menacé d'un procès en diffamation par le très authentique (et omnipuissant) Lord Beaverbrook (littéralement ruisseau des Castors), qui sera ministre du cabinet de guerre de Churchill. et dut trouver un alias moins transparent .
- Contrepoint d'Aldous Huxley (1928), contient des portraits faciles à identifier d'amis de Huxley, comme D. H. Lawrence et John Middleton Murry.
- La Ferme des animaux et 1984 de George Orwell sont des satires du gouvernement soviétique.
- Les romans de Jack Kerouac, et particulièrement Sur la route (On the Road).
- Les romans de Jean Parvulesco.
- Le Diable s'habille en Prada, de Lauren Weisberger sorti en 2003.
- Le soleil se lève aussi, d'Ernest Hemingway, qui est une histoire déguisée de sa vie à Paris et son voyage en Espagne en 1925 avec des personnalités connues.
- Histoire de Gil Blas de Santillane de Lesage.
- Ton pays sera mon pays, de Claude Orcival (1953).
- Alain Zannini et L'Homme qui arrêta d'écrire de Marc-Édouard Nabe.
- Le Bon Plaisir, de Françoise Giroud, publié en 1983 aux éditions Mazarine. Un film homonyme a été tiré du livre.